# Polovragi
Polovragi – wieś w Rumunii, w okręgu Gorj, w gminie Polovragi. W 2011 roku liczyła 2341 mieszkańców.